# Jacques Lacombe
Jacques Lacombe (París1724 - 16 de julio de 1811)  fue un jurista francés, y abogado  del Parlamento de París. Fue también escritor, librero, enciclopedista, crítico de arte y autor de varias obras líricas. Colaboró en la Encyclopédie  méthodique,  bajo la dirección editorial de Panckoucke. en esta obra fue autor de la Encyclopediana ou Dictionnaire encyclopédique des ana, un volumen suplementario publicado en 1791.

## Datos biográficos
Jacques Lacombe era hijo de un tendero de comestibles parisino. Su primera formación fue de abogado y como tal trabajó en el Parlamento de París. Sin embargo, durante muchos años su principal actividad fue como librero, editor y escritor. Compiló varios diccionarios y, a partir de 1760, se especializó en la edición de varias publicaciones periódicas, muchas de ellas de su propiedad. Siguió una enseñanza formal como editor, titulándose en 1765.  En 1774 contrajo matrimonio con la hermana del compositor André Ernest Modeste Grétry.  Sus empresas de edición e imprenta asumieron relevantes proyectos, como por ejemplo el Mercure de France o la impresión de la Gazette des Deux-Ponts entre 1770 y 1777. Aunque la costosa recompra de la patente de Mercure es prueba suficiente de que disponía de una notable fortuna, a partir de 1773 los negocios comenzaron a ir de mal en peor. Su ruina se debió probablemente en parte al deseo de abarcar demasiado y en parte a la facilidad con que accedió a imprimir obras menores de Jean-François Marmontel, Jean-François de La Harpe y Gabriel-Henri Gaillard, que no se vendieron. En 1778 finalmente quebró. Tras la bancarrota, se dedicó de manera principal al trabajo junto a Panckoucke en la  "Encyclopédie méthodique".

## Obras (selección)
- (1757) Abrégé chronologique de l'histoire ancienne des empires et des républiques qui ont paru avant Jésus-Christ. Avec la notice des savans et illustres, & des remarques historiques sur le génie & les mœurs de ces anciens peuples. París, Jean-Thomas Herissant, 1757
- (1762) Abrégé chronologique de l'histoire du Nord, ou des Etats De Dannemarc, de Russie de Suede, de Pologne, de Prusse, de Corlande &c &c. Avec de remarques par M. Lacombe. París, Jean-Thomas Herissant.
- (1791) Encyclopediana ou Dictionnaire encyclopédique des ana

## Contexto de laEncyclopediana
En medio de los primeros acontecimientos revolucionarios de 1789 reinaba el caos y retraso en las entregas programadas de volúmenes de la Encylopédie méthodique. En parte, el incumplimiento se debía al equipo editorial, cuyos miembros no pudieron estar a la altura de los compromisos: varios renunciaron o se dieron por vencidos y otros sencillamente se vieron sobrepasados por los acontecimientos y no fueron capaces de actualizar el material con la celeridad requerida. A lo anterior se sumaron las huelgas de los trabajadores de imprenta que retrasaron aún más los proyectos. Los suscriptores, que esperaban entregas que ya habían pagado, estaban muy molestos y algunos hasta habían comenzado a amenazar con demandas judiciales. Para entretenerlos y reclamar más paciencia, a Panckoucke se le ocurrió la idea de editar tres volúmenes de recreación. Encargó con esta misión a Lacombe, quien publicó en 1791 la Encyclopediana